# Рипа, Роберто
Роберто Рипа (итал. Roberto Ripa; род. 29 октября 1967, Сант-Эльпидио-а-Маре) — итальянский футболист, выступающий на позиции защитника.

## Карьера
Роберто начинал свою карьеру в Серии C1 и провёл там несколько лет, играя за «Монтеварчи» и «Ареццо». Затем он сыграл несколько сезонов в Серии B с «Андрией», «Анконой» и «Удинезе». Полузащитнику удалось поиграть в высшем дивизионе страны, выступая за «Бари» и «Перуджу».
Впоследствии, после двух лет игры в «Тернане», игрок отправился в «Фиорентину Виолу», которая терпела крах и вынуждена была начать сезон в Серии C2, где Рипа стал одним из главных игроков первого сезона, а затем в следующем году в Серии B.